# تاتيانا نوفيك
تاتيانا جيرمانوفنا نوفيك (الروسية: Татьяна Германовна Новик ؛ من مواليد 24 أكتوبر 1994) هي لاعبة تزلج زوجي روسية مع أندريه نوفوسيلوف، هي بطلة كأس تورون 2012. مع ميخائيل كوزنتسوف، احتلت المركز الرابع في بطولة العالم للناشئين 2010 وحصلت على الميدالية البرونزية في كأس نيس الدولي 2010.

## مسيرتها المهنية
تعاونت نوفيك مع ميخائيل كوزنتسوف في ربيع عام 2009. فازوا بالميدالية الفضية في بطولة الروسية للناشئين 2010 واحتلت المركز الرابع في بطولة العالم للناشئين 2010. تم تدريبهم من قبل نينا موزر في موسكو وانقسموا في نهاية موسم 2010-11.
في وقت لاحق من عام 2011 ، بدأت تاتيانا التزلج مع أندريه نوفوسيلوف. احتلوا المركز الرابع في تحدي الجليد 2011 والثامن في بطولة روسيا 2012 قبل الفوز بكأس تورون 2012. دخل الثنائي كأس نيبيلهورن 2013 ، بهدف تمثيل رومانيا لكنهما لم يتنافسوا في هذا الحدث.

## روابط خارجية
- تاتيانا نوفيك / أندري نوفوسيلوف في الاتحاد الدولي للتزلج
- تاتيانا نوفيك / ميخائيل كوزنتسوف في الاتحاد الدولي للتزلج